# 堀江博海
堀江 博海（ほりえ はくみ、1948年2月14日 - ）は、日本の経営者。十六銀行取締役頭取。2013年、岐阜新聞社社長に就任したが、わずか4日で辞任した。

## 人物・来歴
岐阜県生まれ。
愛知学院大学法学部卒業。
1970年、十六銀行に入行し、常務取締役、専務取締役を経て、2009年6月に第11代頭取に就任した。また独自の手法で経営にあたり、2012年には、十六銀行と岐阜銀行の合併を実現させた。後任頭取である村瀬幸雄は、堀江を「いろいろなサプライズをする人だった」と評した。
堀江は、合併から1年を区切りとして辞意を表明し、2013年9月26日に頭取を退任して取締役顧問に退いた。関係者の強い否定にもかかわらず、この唐突な退任は「事実上の解任」と外部には受け止められた。
その後、朝日新聞の報道によれば、頭取が交代した際、堀江が解任動議を突きつけられていたとされ、十六銀は、事前に堀江から辞任申し出を受けての形式上の「解任」と、事実と異なる説明をしていた報じられている。
その後は、2010年に就任していた岐阜商工会議所会頭や岐阜県商工会議所連合会長といった役職により、地元経済界での活動に専念するものと目されていた。その後、堀江は、2013年12月9日に、十六銀行の取締役から外れた顧問に退いた上で、岐阜新聞社代表取締役社長に就任し、同時に関連会社である岐阜放送代表取締役社長にも就任した。ところが、就任後わずか4日の12月12日に、堀江は岐阜新聞、岐阜放送両社の社長を辞任した。理由は「一身上の都合」とのみ発表されたが、この間、岐阜新聞社には堀江を社長に迎えたことへの批判が集中していたことが報じられた。また、新聞社内の堀江への反発が、社外からの圧力を呼び込んだという見方も報じられたが定かではない。
以上で言及したもののほかにも、堀江は、岐阜北法人会会長など、多数の公的団体の役員を歴任しているが、一連の問題により辞任する流れは止められそうになく、同21日には、中部経済連合会副会長職を辞任することが発表され、同27日には、岐阜商工会議所会頭職も辞任していたことが明らかになっている。